# Rodeosuchus
Rodeosuchus — вимерлий рід дирозавридів крокодилоподібних, відомих із палеоценової формації Санта-Люсія в Болівії. Він містить один вид, Rodeosuchus machukiru.